# Alberto Candia
Alberto Candia (1919-18 de abril de 1948) fue un político y sindicalista paraguayo, secretario general del Partido Comunista Paraguayo entre 1947 y 1948.

## Vida y militancia
Alberto Candia nació en 1919, y estudió Derecho en la Universidad Nacional de Asunción. Ingresa en las filas del Partido Comunista Paraguayo (PCP) en 1937, invitado por Alfonso Guerra, cuando ambos eran empleados de la Administración del Puerto de Asunción, y se aprestaban a fundar la Asociación de Empleados y Obreros de la APCC (Asunción Port Concession Corporation).
En 1939, Candia fue elegido delegado del sindicato para representar al gremio en el Congreso fundacional de la Confederación de Trabajadores del Paraguay (CTP). En 1941, participó de la huelga general de la CTP en solidaridad cona la Liga de Obreros Marítimos. A raíz de dicho acontecimiento, Candia es confinado por la dictadura de Higinio Morínigo a la isla de Peña Hermosa ubicada en el Río Paraguay. En octubre de 1941, Candia logra escapar a la Argentina.
En 1945, Candia regresa clandestinamente al Paraguay, para ejercer su cargo de Secretario de Organización del PCP, y para trabajar con las bases partidarias. En su calidad de secretario de organización, preparó el acto de retorno de los comunistas exiliados como Oscar Creydt y Obdulio Barthe el 6 de junio de 1946, día en que se inicia la "Primavera Democrática", y que permitiría al Partido Comunista actuar libremente.
Durante la Guerra Civil de 1947, pasa a ejercer interisamente el cargo de Secretario General del PCP, ya que Augusto Cañete se encontraba en Concepción, organizando las fuerzas revolucionarias.
En 1948, es apresado por la Policía, torturado, y luego encarcelado, donde moriría a causa de los golpes recibidos, a sus 29 años.